# Richard Shutler, Jr.
Richard Shutler, Jr. (* 8. Dezember 1921 in Longmont, Colorado; † 28. Juni 2007), auch als Dick Shutler bekannt, war ein US-amerikanischer Archäologe und Anthropologe. Sein großer Einfluss auf die nordamerikanische und pazifische Archäologie ist auf seine persönliche Interaktion mit anderen Wissenschaftlern und auf seine umfangreiche Feldarbeit in Arizona, Nevada, Neukaledonien, Vanuatu, Luzon, Mikronesien, der Mongolei und Tonga zurückzuführen.

## Leben
Nach der Absolvierung der Gilroy High School erwarb Shutler 1942 den Abschluss eines Associate of Arts (AA) am Salinas Junior College. Von 1942 bis 1946 diente er in der U.S. Army, wo er während des Zweiten Weltkriegs für 18 Monate als Funker und Mechaniker auf den Aleuten tätig war. 1949 und 1950 folgten der Abschluss zum Bachelor of Arts und die Graduierung zum Master of Arts an der University of California, Berkeley. Von 1949 bis 1958 war Shutler Wissenschaftler im Labor für Radiokarbondatierung der  University of Arizona. Von 1959 bis 1965 war er Kurator für Anthropologie am Nevada State Museum in Carson City. 1961 wurde er mit der Dissertation The Pueblo Indian Occupation of the Southern Great Basin über die westlichste Siedlung der Anasazi unter der Leitung von Emil Haury zum Ph.D. in Anthropologie an der University of Arizona promoviert. Shutler hatte von 1966 bis 1987 mehrere Professuren inne, darunter von 1966 bis 1967 am Bernice P. Bishop Museum in Honolulu, von 1967 bis 1968 am San Diego State College, von 1968 bis 1972 an der University of Victoria, von 1972 bis 1979 an der University of Iowa und von 1979 bis 1987 an der Simon Fraser University. 1987 ging er als emeritierter Professor in den Ruhestand.
1952 besuchte Shutler mit seiner ersten Frau Mary Elizabeth Shutler (1929–2018) die archäologische Fundstelle Lapita auf Neukaledonien, wo sie mit Edward Winslow Gifford umfassende Ausgrabungen durchführten. Lapita ist die namensgebende Fundstelle für die pazifische Lapita-Kultur, die vor etwa 1500 v. Chr. durch austronesische Kolonisatoren entstand und vor allem für ihre Keramik bekannt ist.
1962 gehörte er zu einem Team von Wissenschaftlern, die den Nachweis erbrachten, dass bereits vor über 13.000 Jahren in der Prä-Clovis-Zeit Menschen in Tule Springs in Nevada existiert haben. An vier Monaten des Jahres 1962 wurden mit Hilfe von Planierraupen in der Wüste von Nevada Ausgrabungen durchgeführt und das Alter der Funde 1963 durch den Einsatz der Radiokarbondatierung bestimmt.
Von 1963 bis 1971 widmete sich Shutler erneut der Arbeit im Pazifik. Er führte umfangreiche Vermessungen und Ausgrabungen auf den Neuen Hebriden (heute Vanuatu) und auf den Loyalitätsinseln durch und wurde dabei von seiner ersten Ehefrau begleitet und unterstützt. Über dieses Vorhaben erschien 1975 sein erstes Buch Oceanic Prehistory. Im selben Jahr stellte Shutler gemeinsam mit seinem Studenten Jeff Marck die heute überwiegend akzeptierte Hypothese auf, dass Ozeanien ursprünglich von Südostasien aus von Austronesiern kolonisiert wurde, die neue Plätze für die Ansiedelung ihrer Nutzpflanzen gesucht hatten.
1989 war Shutler maßgeblich an der Einführung des kanadischen Archäologen David V. Burley von der Simon Fraser University in das Studium der pazifischen Archäologie beteiligt und er wirkte in den 1990er und frühen 2000er Jahren an Burleys Feldprojekten im Königreich Tonga mit.

## Privates
Richard und Mary Elizabeth Shutler heirateten 1951. Aus dieser Ehe gingen drei Kinder hervor. 1975 ließen sie sich scheiden. Richard Shutler war in zweiter Ehe mit der kanadischen Künstlerin Jamie Evrard verheiratet.

## Dedikationsnamen
Trevor H. Worthy und David V. Burley benannten im Jahr 2019 die ausgestorbene Tauben-Art Ducula shutleri von Tonga zu Ehren von Richard Shutler, Jr.